# Sally Lune
Sally Lune foi uma banda portuguesa formada em Valongo em 1996. O tema "Suicide" foi o  single que os lançou no mercado musical português e o seu single de mais sucesso. Em 2004, o vocalista lança-se numa carreira a solo adoptando o nome Pedro Khima.

## Discografia
2002- Stereo-Jukebox